# Potkalinje (Republika Serbska)
Potkalinje (cyr. Поткалиње) – wieś w Bośni i Hercegowinie, w Republice Serbskiej, w gminie Krupa na Uni. W 2013 roku liczyła 8 mieszkańców.